# Чернов, Илья Иванович
Илья Иванович Чернов (1904—1999) — советский хозяйственный, государственный и политический деятель,  директор крупнейших заводов города Владимира: «Автоприбора», ВТЗ и «Электроприбора», председатель городского исполнительного комитета (1953—1957), дважды депутат Верховного Совета РСФСР (депутат расстрельного 17- го съезда).

## Биография
Член ВКП(б).
С 1936 года — на хозяйственной, общественной и политической работе. В 1925—1961 гг. — директор многих заводов в Горьковской области, директор оборонного завода в Павлове-на-Оке, директор завода «Автоприбор», председатель Владимирского горисполкома, директор Владимирского тракторного завода, директор завода «Электроприбор».
Избирался депутатом Верховного Совета РСФСР 2-го и 3-го созывов.